# Arthur Riley
Arthur Jack Riley (* 26. Dezember 1903 in Boksburg; † Juli 1984 in Kapstadt) war ein südafrikanischer Fußballtorhüter. Er absolvierte zwischen 1925 und 1939 insgesamt 338 Pflichtspiele für den FC Liverpool und war Nachfolger des langjährigen Stammkeepers Elisha Scott.

## Sportlicher Werdegang
Riley gehörte im Jahr 1924 zu einer Gruppe südafrikanischer Fußballspieler, die sich auf einer Tour durch Europa befanden und dabei auch Halt in Liverpool machten. Er war Torwart einer Elf, die am 1. Oktober 1924 den FC Liverpool mit 5:2 besiegte. Neben Stürmer Gordon Hodgson wusste speziell auch Riley zu gefallen, was dazu führte, dass ihn die „Reds“ im August 1925 verpflichteten – kurz darauf schloss sich auch Hodgson dem Verein an. Der für damalige Verhältnisse groß gewachsene Torwartneuzgugang strahlte Ruhe aus und verfügte über gute Antizipationsfähigkeiten. Dazu kam, dass der 21-Jährige vielmehr bereits wie ein Mittdreißiger aussah. Trotz der Vorschusslorbeeren war Riley in erster Linie als Ersatzmann für den zehn Jahre älteren irischen Nationaltorhüter Elisha Scott vorgesehen. Nach ersten drei sporadischen Einsätzen in seiner Debütsaison 1925/26 kam er erstmals ab Oktober 1927 regelmäßig zum Zug. Es dauerte jedoch bis zur Spielzeit 1929/30, in der er sich als „Nummer 1“ etablierte.
Trotz seiner zumeist soliden Darbietungen wog Scotts Erbe weiterhin schwer und so kam es, dass der „Altmeister“ nach einer Formschwäche bei Riley in der Saison 1931/32 im Alter von bereits 38 Jahren den Platz im Tor zurückeroberte. Es dauert bis Februar 1933, als Riley wieder dauerhaft seinen Platz einnahm. In den beiden Spielzeiten 1934/35 und 1935/36 verpasste er nur jeweils 3 Ligapartien. Die Mannschaftsleistungen des FC Liverpool waren aber zumeist von Mittelmäßigkeit geprägt und gelegentlich (wie 1936 und 1937) befand sich der Klub gefährlich nahe der Abstiegszone. So kam es immer wieder vor, dass auch Riley unter dem neuen Trainer George Kay kritisch beäugt wurde. Dieser setzte in der Saison 1936/37 auf Alf Hobson und später auf Rileys südafrikanischen Landsmann Dirk Kemp. Zwischen 1937 und 1939 wurde Riley dann wieder bevorzugt und sein letztes offizielles Spiel fand am 6. Mai 1939 gegen Manchester United (0:2) statt.
Während des Zweiten Weltkriegs diente Riley als Sergeant in einem Infanterie-Regiment und stand gelegentlich, wie im Februar 1940 in einer britischen Armeeauswahl gegen französische Soldaten in Paris, bei besonderen Anlässen zwischen den Pfosten. Nach den Kampfhandlungen betrieb Riley in den 1950er-Jahren in seiner südafrikanischen Heimat Boksburg ein Sportausrüstungsgeschäft. Hinsichtlich seines Todeszeitpunkts besteht Unklarheit. Während allgemein kommuniziert wurde, dass er im Juli 1984 in Kapstadt gestorben sein soll, gibt es Berichte, dass er sich zu dem Zeitpunkt seines Dahinscheidens in der Liverpooler Wahlheimat aufgehalten hatte und in ein Krankenhaus in St Helens eingeliefert worden war. Im März 1988 soll dann jedoch der Liverpool Echo berichtet haben, dass sich Riley nach einer Zeit des Unwohlseins im Boksburg-Benoni Hospital in Johannesburg von einer Magenoperation erholte.